# Loty narciarskie
Loty narciarskie – konkurencja sportowa będąca odmianą skoków narciarskich, rozgrywana na bardzo dużych skoczniach, tzw. skoczniach mamucich, o punkcie konstrukcyjnym powyżej K-170 (w praktyce wszystkie obecnie czynne skocznie mamucie mają punkt konstrukcyjny K-200 m). Nazwa tej konkurencji pochodzi od tego, że skoczek znacznie dłużej leci w powietrzu w porównaniu ze skokami narciarskimi na mniejszych obiektach.

## Historia
Od początku uprawiania skoków narciarskich budowano nowe skocznie, na których oddawano skoki na coraz większe odległości. Tak było do czasu, kiedy FIS sprzeciwiła się budowie skoczni P-90 w Planicy, uznając skoki na odległości ponad 80 metrów za niebezpieczne. Jednak inżynier Stanko Bloudek postawił na swoim i w 1934 roku powstała wówczas największa skocznia świata.
15 marca 1936 na kolejnych zawodach, na ciągle nieuznawanej skoczni w Planicy, została przekroczona bariera 100 metrów. Dokonał tego Austriak Josef Bradl, który skoczył 101,5 metra. Rok wcześniej, 17 marca 1935 na skoczni w Ponte di Legno Norweg Olaf Ulland uzyskał wynik 103 m, ale swojego skoku nie ustał. Wydarzenie to spowodowało wielomiesięczne dyskusje w FIS. Na XV Międzynarodowym kongresie narciarskim w Helsinkach (1938) uznano po raz pierwszy skocznie mamucie, lecz jedynie na zasadzie projektu eksperymentalnego, nie precyzując jeszcze regulaminu rozgrywania zawodów.
Ponieważ różnica pomiędzy odległościami osiąganymi na skoczniach zwykłych, a na mamucich była zbyt duża, w 1951 uznano loty narciarskie za osobną konkurencję – federacja ograniczyła się jednak wyłącznie do biernego monitorowania rozwoju tejże.
W latach 60. XX wieku FIS ostatecznie usankcjonowała skocznie mamucie, ograniczając jednak możliwości przeprowadzania zawodów w lotach narciarskich oraz powstawania nowych „mamutów”. Konkursy w lotach narciarskich mogły odbywać się jedynie raz do roku, na tylko jednej z trzech licencjonowanych skoczni mamucich (Planica, Oberstdorf, Kulm). Skoro loty były już odrębną dyscypliną sportu, postanowiono organizować mistrzostwa świata w lotach (pierwsze z nich odbyły się w 1972 roku w Planicy) oraz Puchar Świata w lotach narciarskich.

## Rekordy
Rekordy świata w długości oddanego skoku nie są odnotowywane. Są jednak odnotowywane rekordy poszczególnych skoczni i najdłuższy z nich uznaje się za nieoficjalny rekord świata. Jest to skok (lot) Japończyka Ryōyū Kobayashiego na 291 m oddany 24 kwietnia 2024 roku na specjalnie przygotowanej przez firmę Red Bull skoczni Hlíðarfjall w miejscowości Akureyri w Islandii.
Dotychczas w historii lotów narciarskich oddano 16 co najmniej 250-metrowych lotów: najdłuższy ustany 291 m Kobayashiego – nieoficjalny rekord świata.
Na pozostałych skoczniach mamucich najdłuższe loty to: na Kulm 244 m Słoweńca Petera Prevca (16 stycznia 2016), na Letalnicy w Planicy 254,5 m Domena Prevca (30 marca 2025), na skoczni Vikersundbakken w Vikersund 253,5 m Stefana Krafta (18 marca 2018) oraz 254,0 m Dmitrija Wasiljewa (15 lutego 2015, z upadkiem), na Čerťáku w Harrachovie 220 m Słoweńca Jurija Tepeša (3 lutego 2013, z upadkiem), a w Oberstdorfie 242,5 m Słoweńca Domena Prevca (20 marca 2022).

## Skoczkowie, którzy przekroczyli 200 metrów
Rekord Polski w długości lotu narciarskiego wynosi 251,5 m i należy do Kamila Stocha (ustanowiony 25 marca 2017 w Planicy).
Jak dotąd 200 m przekroczyło 17 Polaków. Ostatnim z nich jest Paweł Wąsek, który po raz pierwszy tę granicę przekroczył lotem na 206,5 m w Vikersund dnia 10 marca 2022.

## Pierwsza piętnaska skoczków z największą liczbą skoków powyżej 200 metrów[6]
Aktualne na 31 marca 2025
| Np.   | Skoczek               | Kraj       | Skoki w seriach oficjalnych | Skoki w seriach nieoficjalnych | Suma |
| ----- | --------------------- | ---------- | --------------------------- | ------------------------------ | ---- |
| 1.    | Kamil Stoch           | Polska     | 271                         | 2                              | 273  |
| 2.    | Stefan Kraft          | Austria    | 264                         | 2                              | 266  |
| 3.    | Peter Prevc           | Słowenia   | 234                         | 1                              | 235  |
| 3.    | Johann André Forfang  | Norwegia   | 235                         | –                              | 235  |
| 3.    | Piotr Żyła            | Polska     | 234                         | 1                              | 235  |
| 6.    | Michael Hayböck       | Austria    | 227                         | 1                              | 228  |
| 7.    | Simon Ammann          | Szwajcaria | 216                         |                                | 216  |
| 8.    | Robert Kranjec        | Słowenia   | 209                         | 2                              | 211  |
| 8.    | Domen Prevc           | Słowenia   | 211                         |                                | 211  |
| 10.   | Ryōyū Kobayashi       | Japonia    | 192                         |                                | 192  |
| 11.   | Markus Eisenbichler   | Niemcy     | 189                         |                                | 189  |
| 12.   | Karl Geiger           | Niemcy     | 168                         |                                | 168  |
| 12.   | Andreas Wellinger     | Niemcy     | 168                         |                                | 168  |
| 14.   | Robert Johansson      | Norwegia   | 160                         |                                | 160  |
| 15.   | Dawid Kubacki         | Polska     | 156                         |                                | 156  |
| 16.   | Gregor Schlierenzauer | Austria    | 153                         |                                | 155  |
| ..... | ...............       | ...        | ......                      | ......                         | ...  |
|       | Noriaki Kasai         | Japonia    | 141                         | –                              | 141  |
|       | Martin Koch           | Austria    | 137                         | 1                              | 138  |
| ..... | ...............       | ...        | ......                      | ......                         | ...  |
|       | Adam Małysz           | Polska     | 112                         | –                              | 112  |
|       | Aleksander Zniszczoł  | Polska     | 85                          | 1                              | 86   |
|       | Jakub Wolny           | Polska     | 71                          | –                              | 71   |
|       | Maciej Kot            | Polska     | 59                          | –                              | 59   |
|       | Andrzej Stękała       | Polska     | 46                          | –                              | 46   |
|       | Stefan Hula           | Polska     | 38                          | –                              | 38   |
|       | Paweł Wąsek           | Polska     | 33                          | –                              | 33   |
|       | Klemens Murańka       | Polska     | 16                          | –                              | 16   |
|       | Jan Ziobro            | Polska     | 11                          | –                              | 11   |
|       | Robert Mateja         | Polska     | 5                           | –                              | 5    |
|       | Krzysztof Miętus      | Polska     | 4                           | –                              | 4    |
|       | Łukasz Rutkowski      | Polska     | 2                           | –                              | 2    |
|       | Marcin Bachleda       | Polska     | 1                           | –                              | 1    |
|       | Mateusz Rutkowski     | Polska     | 1                           | –                              | 1    |

| aktywni zawodnicy |

- Pierwszym skoczkiem który skoczył co najmniej 100 razy powyżej 200 metrów był Adam Małysz i dokonał tego 12 lutego 2011 roku w pierwszej serii indywidualnego konkursu Pucharu Świata w Vikersund, gdzie wylądował na 212 metrze, natomiast pierwszym, który skoczył co najmniej 200-krotnie powyżej 200 metrów jest Robert Kranjec, który dokonał tego 22 marca 2018 roku podczas kwalifikacji do turnieju Planica 7, gdzie uzyskał 238 metrów. Drugim zawodnikiem, który oddał co najmniej 200 lotów na odległość minimum 200 m został Kamil Stoch po tym, jak w czasie rundy próbnej przed konkursem Pucharu Świata na Heini-Klopfer-Skiflugschanze w Oberstdorfie poleciał na odległość 232 m.